# Maratona aquática no Campeonato Europeu de Esportes Aquáticos de 2014 - 5 km feminino
Os 5 km da maratona aquática feminina da maratona aquática no Campeonato Europeu de Esportes Aquáticos de 2014 foi realizada no dia 14 de agosto em Berlim, na Alemanha. 

## Calendário
| Fase  | Data         | Hora  |
| ----- | ------------ | ----- |
| Final | 14 de agosto | 13:30 |

Todos os horários estão no horário local (UTC+1)

## Medalhistas
| Ouro                 | Prata                       | Bronze                |
| Isabelle Härle (GER) | Sharon van Rouwendaal (NED) | Mireia Belmonte (ESP) |

## Resultados
A prova foi realizada no dia 14 de agosto ás 13:30. 
| Pos.              | Nadadora                | Nacionalidade | Tempo     |
| ----------------- | ----------------------- | ------------- | --------- |
| Medalha de ouro   | Isabelle Härle          | Alemanha      | 57:55.7   |
| Medalha de prata  | Sharon van Rouwendaal   | Países Baixos | 58:29.9   |
| Medalha de bronze | Mireia Belmonte         | Espanha       | 58:41.4   |
| 4                 | Éva Risztov             | Hungria       | 58:48.7   |
| 5                 | Rachele Bruni           | Itália        | 58:56.3   |
| 6                 | Kalliopi Araouzou       | Grécia        | 59:37.2   |
| 7                 | Mariia Novikova         | Rússia        | 59:50.5   |
| 8                 | Erika Villaécija García | Espanha       | 1:00:06.4 |
| 9                 | Patricia Wartenberg     | Alemanha      | 1:00:08.4 |
| 10                | Finnia Wunram           | Alemanha      | 1:00:19.7 |
| 11                | Nikolett Szilágyi       | Hungria       | 1:00:46.9 |
| 12                | Isabella Sinisi         | Itália        | 1:00:48.9 |
| 13                | Anastasiia Krapivina    | Rússia        | 1:01:02.7 |
| 14                | Elizaveta Gorshkova     | Rússia        | 1:01:12.1 |
| 15                | Julie Berthier          | França        | 1:01:13.8 |
| 16                | Alice Dearing           | Reino Unido   | 1:01:50.9 |
| 17                | Giorgia Consiglio       | Itália        | 1:01:52.0 |
| 18                | Jana Pechanová          | Chéquia       | 1:02:10.8 |
| 19                | Lucinda Campbell        | Reino Unido   | 1:03:12.9 |
| 20                | Luisa Mar Morales       | Espanha       | 1:03:26.6 |
| 21                | Kseniya Skrypel         | Ucrânia       | 1:03:30.3 |
| 22                | Barbora Picková         | Chéquia       | 1:05:33.4 |